# Parque Sierra San Javier
El Parque Sierra de San Javier, ex Parque Biológico, es un área protegida de 14.174 ha. ubicada en la provincia de Tucumán, República Argentina. Fue creada en 1974, a partir de la Resolución Universitaria 001030/73.

## Características generales
Durante la 2º gestión del Dr. Descole, en 1974, se crea el “Parque Biológico Reserva Natural Sierra de San Javier”, proponiendo el Dr. Descole (quien había reingresado a la Universidad tras haber sido cesanteado durante la dictadura denominada Revolución Libertadora), hacer del Parque, una “Escuela de la Naturaleza” y es administrada por la Universidad Nacional de Tucumán.
Esta área protegida, propiedad de la Universidad, desde 1990 tiene "categoría II" según la UICN, lo que equivale a un parque nacional, ocupa 14.174 ha de la Sierra, tiene un perímetro de 80 km aproximadamente; de las 19.000 ha de la sierra homónima el 80 % son áreas protegidas.
- 74% 14.000 Parque Sierra de San Javier
- 6% 500 ha Parque provincial Aconquija (como un Bosque Protector)

En la parte central de la sierra se encuentra la villa turística de San Javier, rodeada por estas dos áreas protegidas.
El parque protege dos dominios biogeográficos constrastantes:
- la provincia biogeográfica de las Yungas
- la provincia biogeográfica del Chaqueño (al noroeste)

La riqueza biológica es notable, contiene el 24% del total de especies de aves y de mamíferos existentes en el país. En estas áreas se protegen a comunidades de plantas y de animales, como el gato onza u ocelote (Felis pardalis) que se encuentra en peligro de extinción, árboles de gran valor comercial como el cedro (Cedrela lilloi), el nogal criollo (Juglans australis), o endémicas como el guilli (Myrcianthes pseudomato) (especie de la familia de las mirtáceas, que crece en esta selva entre los 900 y 1500 m s. n. m.).
De importancia vital para las poblaciones aledañas por sus funciones biológicas, al asegurar la estabilidad de las cuencas hídricas; proporciona agua para consumo y el desarrollo de actividades agrícolas ganaderas, protección de la flora y fauna autóctona; siendo las principales ciudades beneficiadas San Miguel de Tucumán, Yerba Buena, Tafí Viejo, además de la Villa de San Javier, Villa Nougues, La Sala, San José, Villa Carmela, entre otros.
Por su riqueza ornitológica, ha sido definida como una de las áreas importantes para la conservación de las aves en Argentina.

## Flora

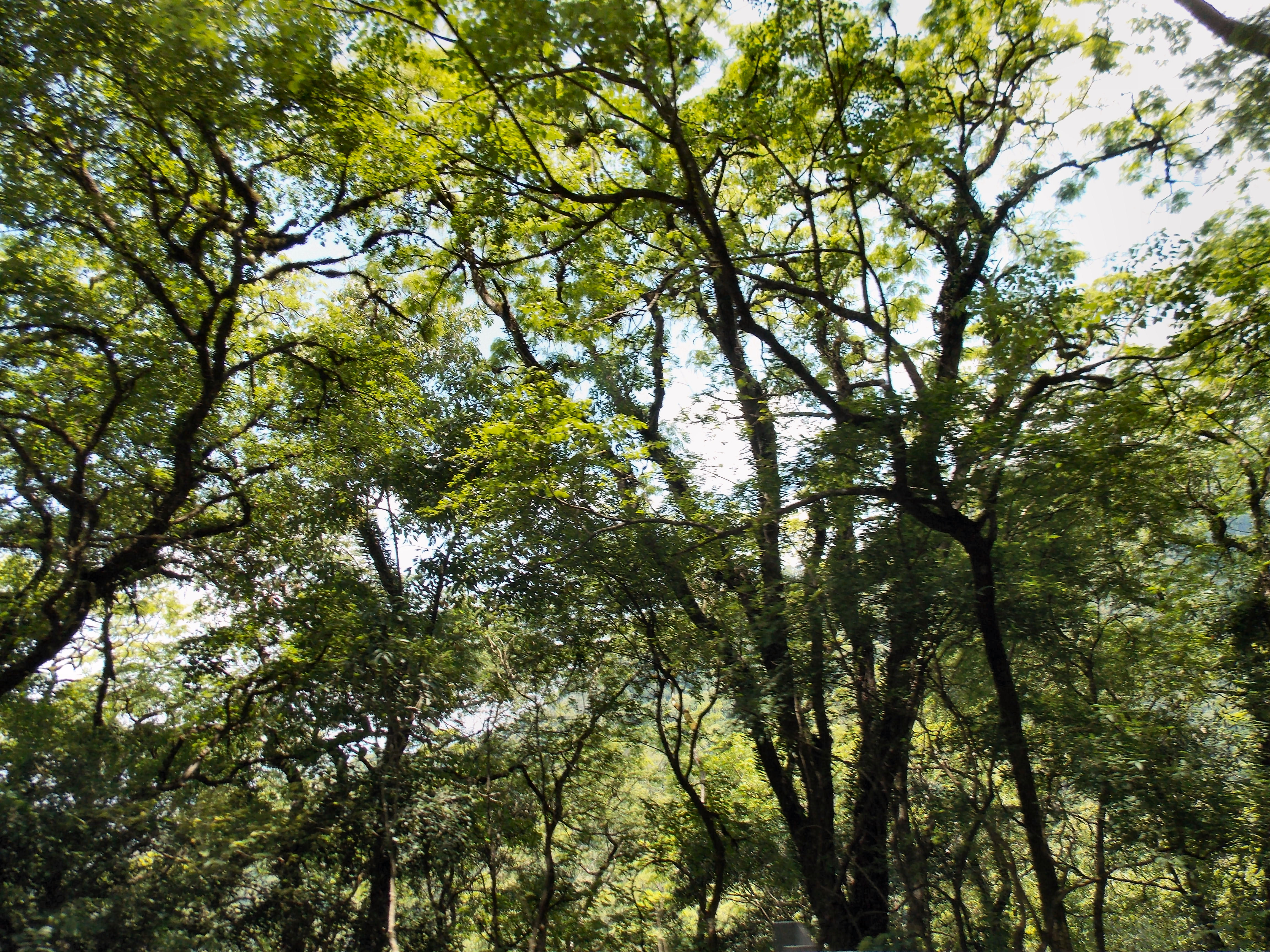
Bosque de yungas en el Parque San Javier

En la frondosa selva, encontramos helechos, lianas, e imponentes árboles como el laurel tucumano (Phoebe porphyria), cedro tucumano (Cedrela lilloi), lapacho rosado (Tabebuia avellanedae), horco molle (Blepharocalyx salicifolius), este último, uno de los gigantes de la selva, puede llegar a medir más de 30 m de altura, pertenece a la familia de las mirtáceas, es fácil de reconocer por el fuerte olor a trementina/alcanfor de sus hojas; sus ramas cargadas de bromelias, cactus y orquídeas.
Por las distintas sendas que llevan a la cumbre del Taficillo, luego de atravesar los diferentes pisos altitudinales de vegetación, nos encontramos con bosques puros de alisos (Alnus acuminata) y pino del cerro (Podocarpus parlatorei) única conífera del norte del país. Más arriba, superando los 1500 m s. n. m. el paisaje está dominado por pastizales de altura.
El "bosque chaqueño serrano" ocupa solo el extremo noroeste y la ladera oeste de la sierra. La vegetación, adaptada a un clima seco, posee espinas con hojas pequeñas y duras. Abundan árboles como el horco-quebracho (Schinopsis haenkeana) y algarrobos (Prosopis spp.). y gran variedad de cactus.

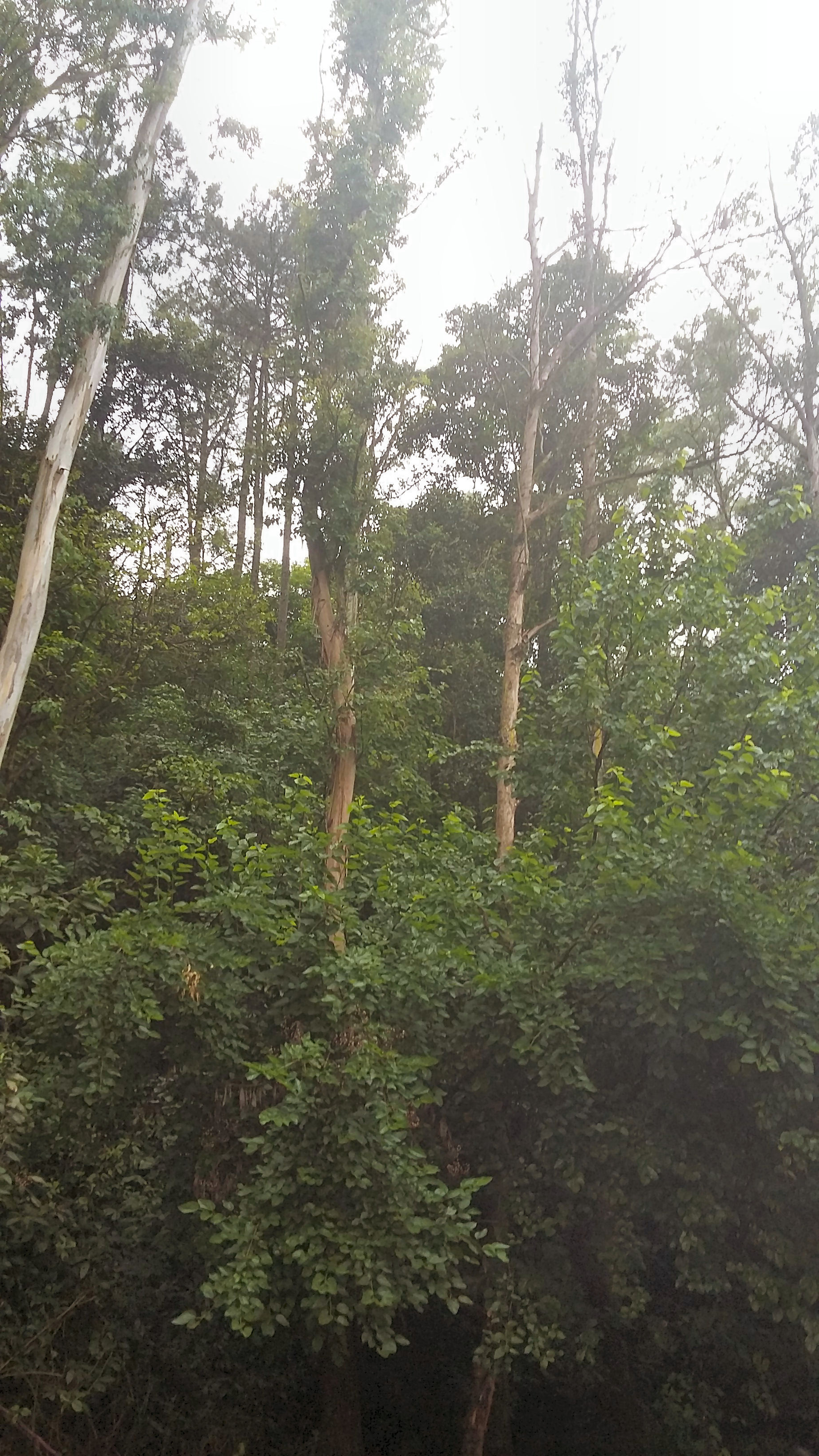
Vegetación en el Parque San Javier
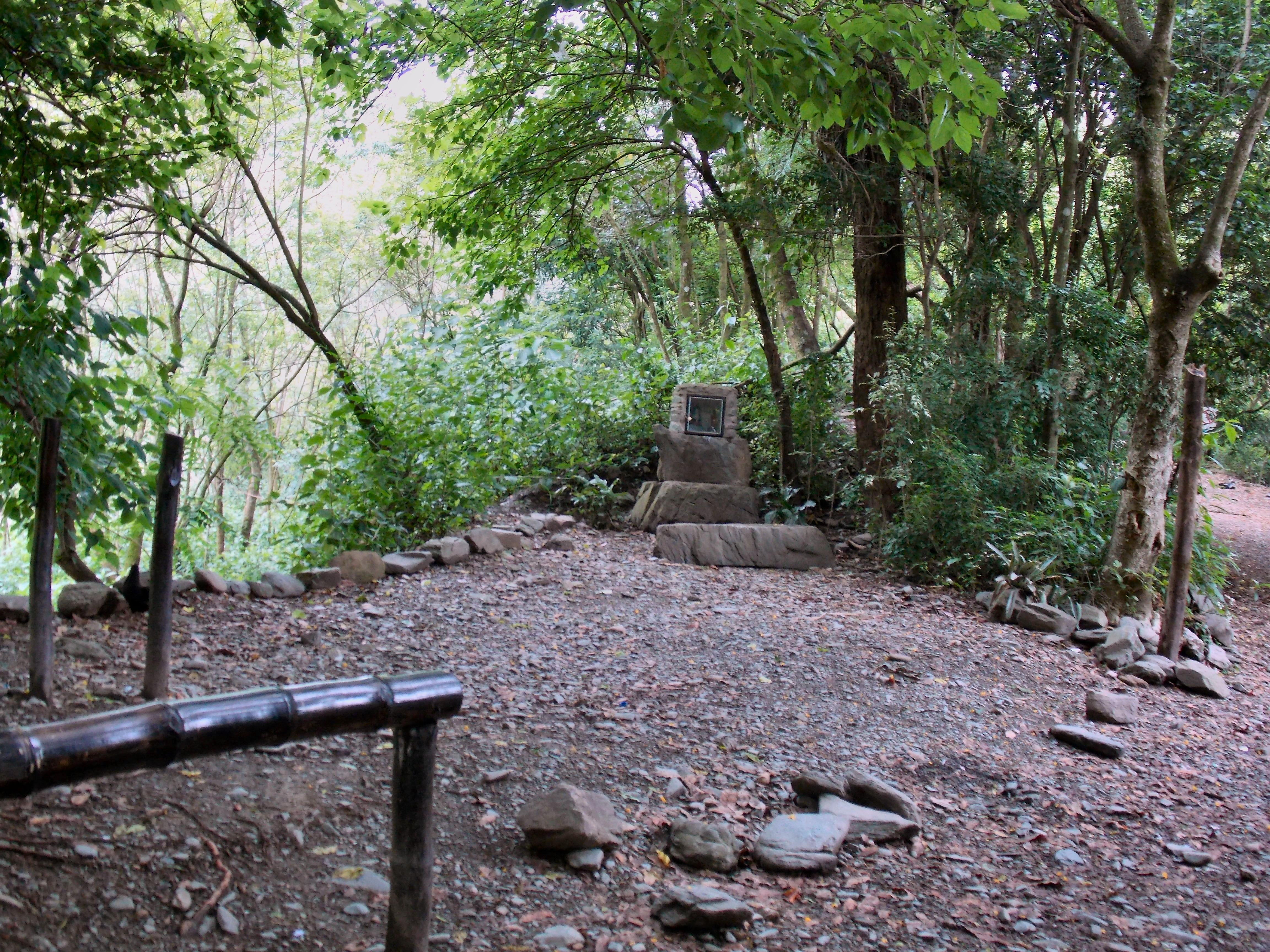
Parque San Javier - Sendero del funicular (gruta)
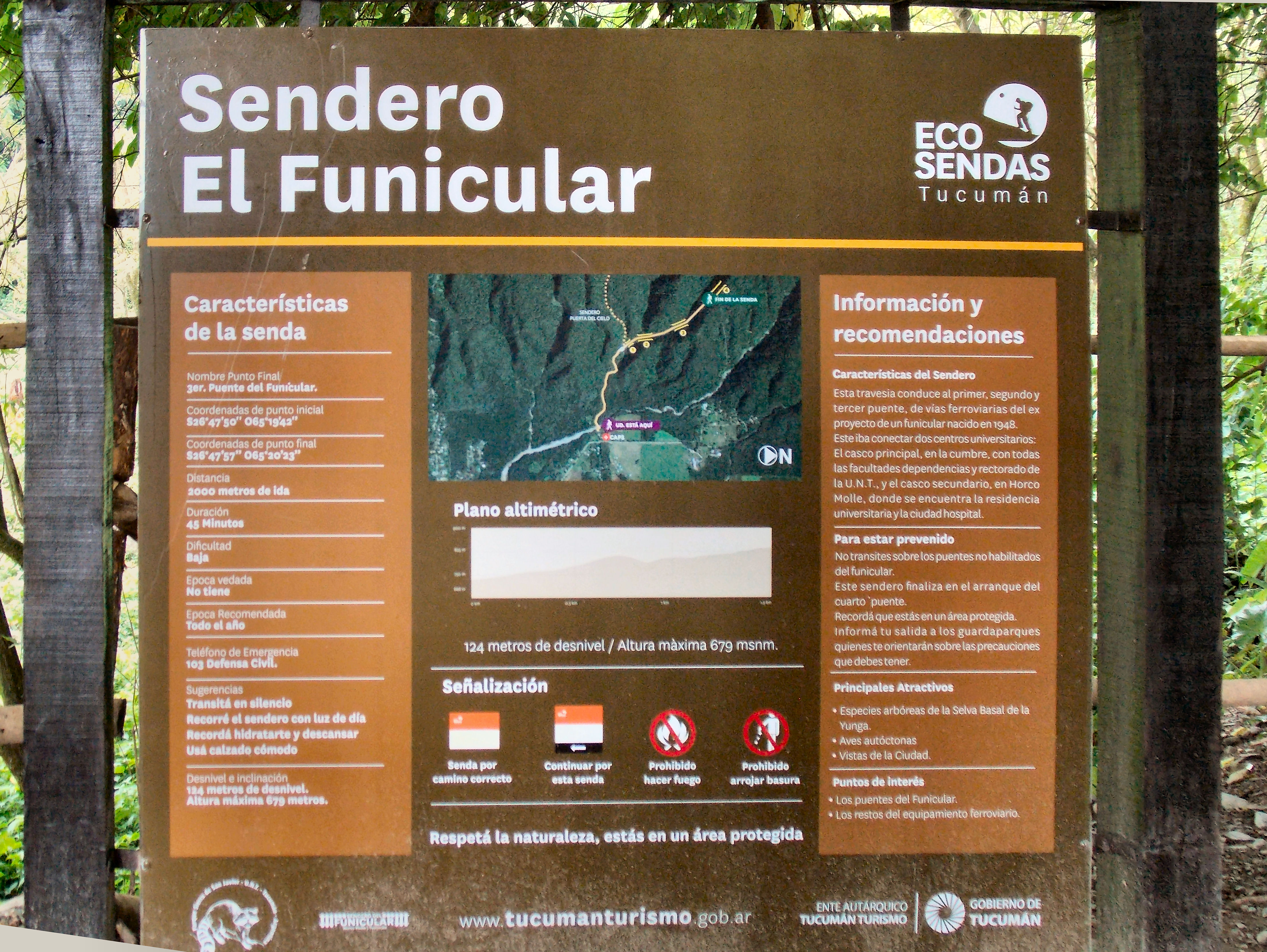
Parque San Javier - Sendero del funicular
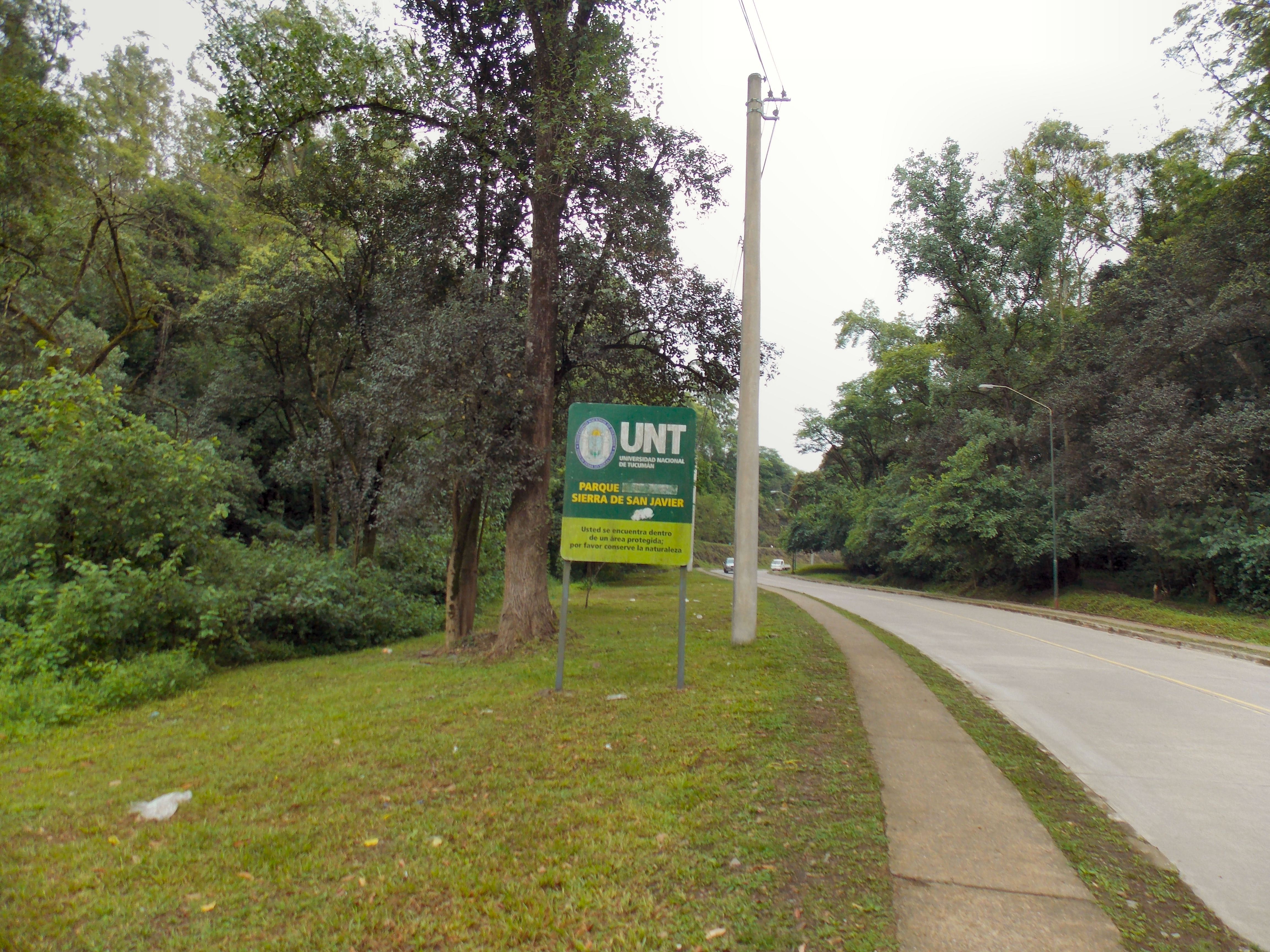
Parque San Javier - Acceso por Horco Molle
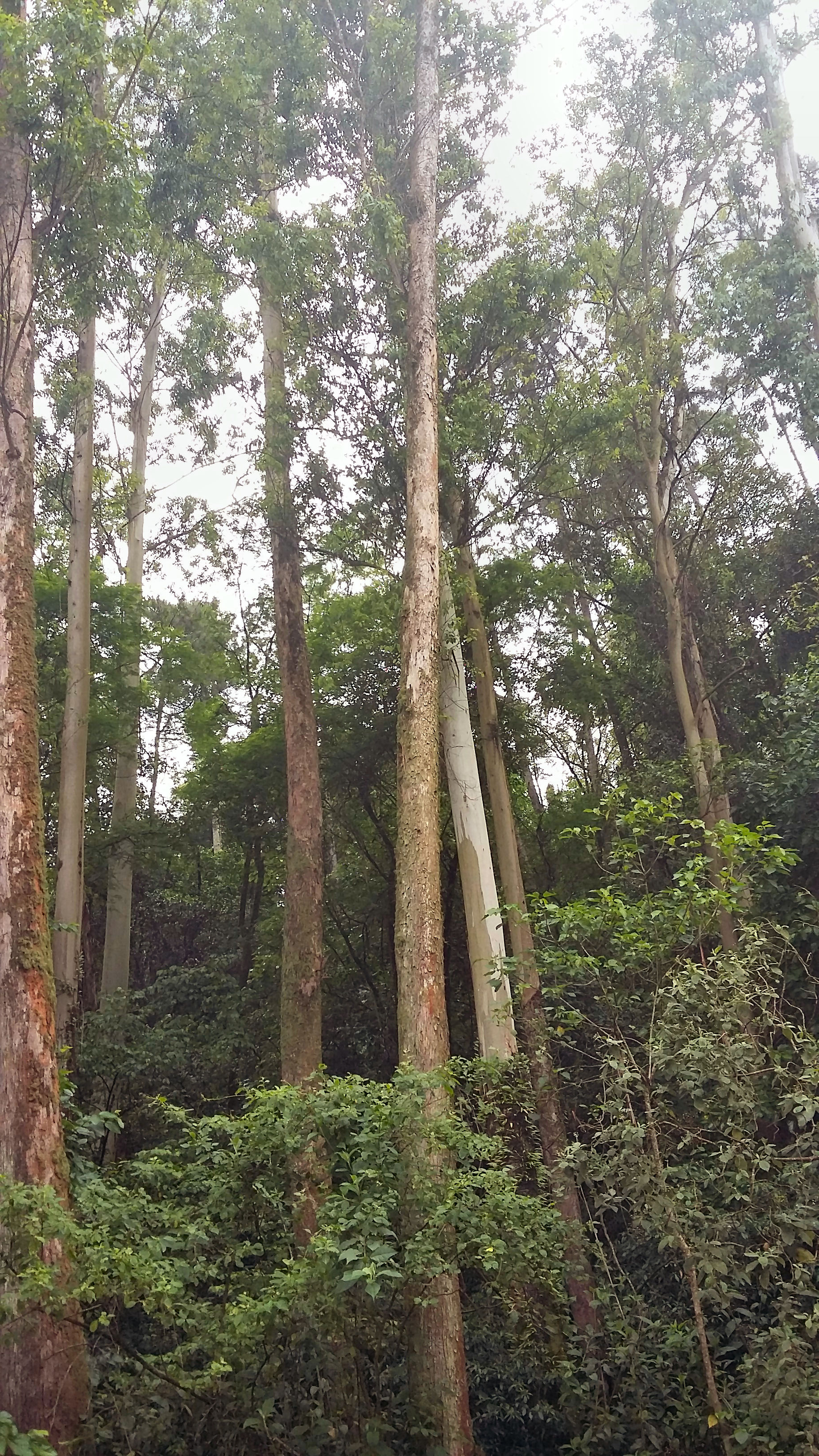
Vegetación en el Parque San Javier

## Historia

### La Ciudad Universitaria y los comienzos del Parque Sierras de San Javier

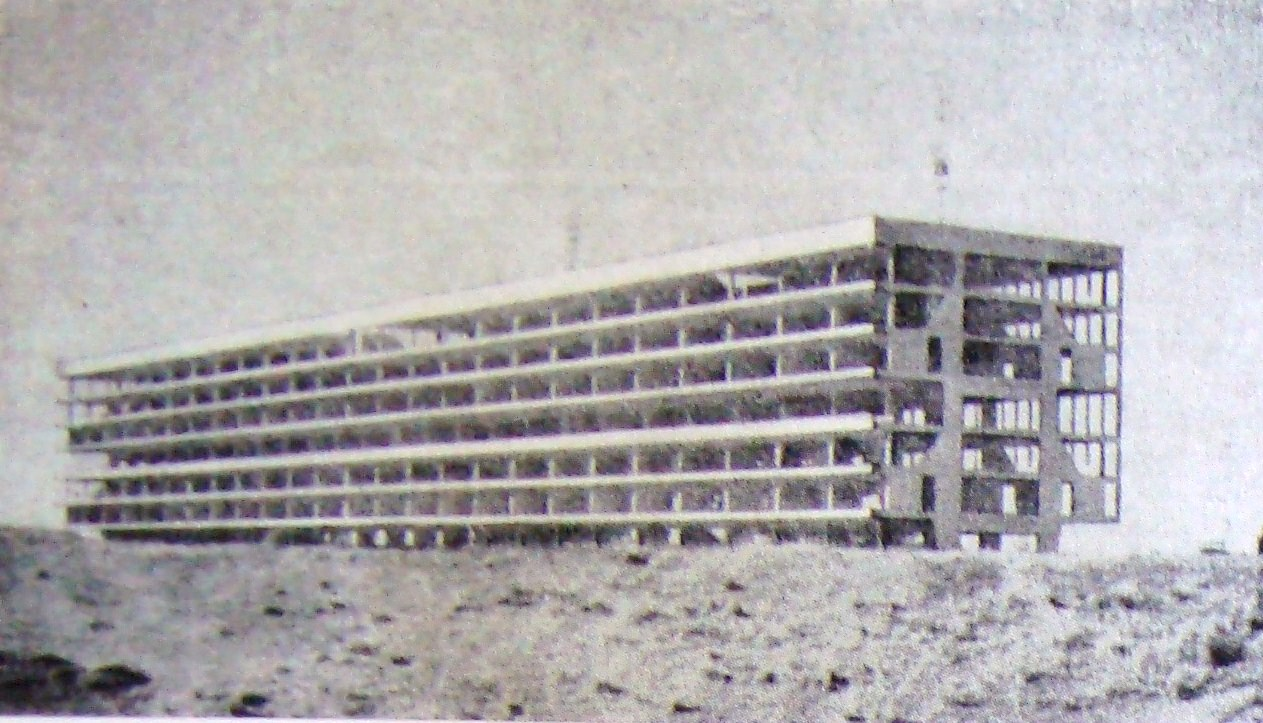
Residencia estudiantil en la Ciudad Universitaria del Cerro San Javier, quedó inconclusa y fue abandonada por decisión del gobierno dictatorial de Pedro Eugenio Aramburu en 1955.

El gobierno de Perón estructuró las medidas de su gestión en el denominado Plan Quinquenal, que entre otras muchas medidas contemplaba una nueva ley universitaria y facilitaba la declaración de utilidad pública de los inmuebles en los sitios que se consideraban aptos para la instalación de un reducto educativo.
El 18 de diciembre de 1948, el gobierno nacional a través de una ley decreto, expropia 17000 hectáreas en la Sierra de San Javier.
E1 18 de diciembre de 1948 el gobierno nacional, a través de la Ley-decreto del presidente Juan Domingo Perón, expropia 14.000 ha en la Sierra de San Javier a 36 propietarios particulares para ejecutar el Proyecto Ciudad Universitaria, que consistía en la construcción de los edificios y espacios necesarios para permitir el emplazamiento de las de las dependencias de la Universidad Nacional de Tucumán en la Sierra. El estudio previo realizado por profesionales de la UTN llegó a la conclusión que el predio ubicado en la sierra era el lugar indicado para llevar a cabo el emprendimiento, gestado durante el rectorado del biólogo Horacio Descole, quien fuera censanteado durante la dictadura de Pedro Eugenio Aramburu.
El conjunto se implementaría en dos sectores bien diferenciados, uno sobre la sierra y otro al pie de la misma, vinculados por un funicular de 2,5 kilómetros de grupo principal, comprendería a los edificios de la Universidad, residencias femeninas y masculinas, centro comunal, áreas de recreación y deporte, un teatro a cielo abierto y un estadio cubierto, el nivel inferior o secundario se ubicaría en el sector conocido como Horco Molle a 600 metros snm, en él se instalaría el núcleo hospitalario, la escuela de agricultura, los institutos de enseñanza secundaria, viviendas y unidades de mantenimiento general. La obra quedó inconclusa tras producirse el golpe de Estado que derrocó a Juan Domingo Perón, en el marco del régimen militar autodenominado Revolución Libertadora, el dictador Pedro Eugenio Aramburu paralizó la construcción y ordenó abandonar el proyecto al ser considerado un "símbolo del peronismo" en el momento de la detención obligada de las obras, algunas ya habían sido finalizadas.
Las instalaciones que hubieran constituido la Ciudad Universitaria se organizaban en dos núcleos:
- Núcleo principal ubicado en la zona cumbre a 1200 m s. n. m., incluía las distintas facultades, residencias para estudiantes varias residencias para docentes, bibliotecas, áreas de recreación, etc.
- Núcleo secundario ubicado en el pedemonte a 600 m s. n. m., en Horco Molle, Ambos grupos de construcciones se unirían a través de un funicular (tren eléctrico).
En el momento de la detención definitiva de las obras, algunas ya habían sido finalizadas, tales como:
a) Las 33 viviendas de San Javier: (7) grupo de 33 viviendas ubicadas en la zona de la cumbre de San Javier, que estaban destinadas a los docentes. 
Consta de una casa denominada "Casa 8", compuesta por 8 habitaciones individuales y un comedor colectivo para los profesores solteros y 32 viviendas familiares. El conjunto posee, además, espacios verdes, juegos para niños y pileta.
b) Acueducto de Anfama: un complejo sistema de captación de agua desde las cumbres de Anfama y la transporta entubada hasta San Javier, almacenándolas en grandes tanques ubicados cerca de la Ciudad Universitaria en la zona conocida como San Agustín (8). 
En este sector se encontraban también los quoncets (1) (estructuras metálicas desmontables en forma de bóveda con cubierta de chapas). Estas estructuras fueron usadas por los aliados durante la Segunda Guerra Mundial y adquiridas posteriormente por la Universidad; en esas instalaciones funcionarían, un comedor, dormitorios para los estudiantes y docentes, y la Oficina de la Ciudad Universitaria encargada del proyecto.
c) Lago artificial: mediante la construcción de un muro de contención de tierra apisonada se cerró un sector, permitiendo la formación de un lago. Esta área estaba destinada a servir como centro social y recreativo del complejo universitario. 
Con el tiempo en los alrededores se reforestaron con eucaliptos, se lo utilizó como un Observatorio de avifauna, ahora nuevamente recuperado el espejo del lago se lo utiliza con fines recreativos.
Zona de Horco Molle: (2) el llamado Casco Secundario del proyecto Ciudad Universitaria (1948), nunca fue llevado a cabo. Lo que hoy está construido no forma parte de ese proyecto original, sino que fue construido para una Ciudad Hospital años después que las obras de la Ciudad Universitaria fueran abandonadas, la Ciudad Hospital, hoy transformado en "La Residencia Universitaria de Horco Molle"
El complejo de Horco Molle además está compuesto por un conjunto de 36 viviendas, (que iba a estar destinados a los médicos y profesores), los depósitos "Las Cúpulas" y la escuela de Agricultura que tampoco forma parte del plan original, esta fue construida por el rector (Rodolfo Martín Campero), con la dirección técnica del Arq. Jorge de Lasaletta en los años '80.
Otras obras quedaron sin concluir:
A) El monobiock: (5) se encuentra ubicado junto al lago en la zona cumbre de San Javier. 
Esta es una gigantesca estructura de hormigón de 130 m de largo, está conformado por 6 pisos de altura más un subsuelo. Este edificio estaba destinado a los dormitorios de los estudiantes varones. 
El bloque que está dibujado en el proyecto original tendría 480 m de largo, y lo que se llegó a construir solo representa la tercera parte.
B) El funicular: los dos grupos de construcciones se unirían rápidamente a través de un funicular. Esta obra se encontraba casi terminada en el momento de la suspensión del proyecto, este consistía en un tendido ferroviario que unía el pedemonte con la cumbre. En su recorrido encontramos 6 puentes que permiten salvar quebradas. La falta de total mantenimiento ha deteriorado el estado de la obra sirviendo hoy únicamente como senda peatonal 
La conclusión del proyecto hubiera significado un impacto de graves consecuencias para la conservación del área. Sin embargo debe ser visto desde una perspectiva histórica. Este proyecto se encuadra dentro de una corriente arquitectónica, el "Racionalismo" que dominó la arquitectura del mundo desde la década del 20 al 50. Este proyecto fue llevado adelante por un grupo de arquitectos argentinos e italianos de renombre mundial que integraban la Escuela de Arquitectura de la Universidad Nacional de Tucumán.
Si bien el proyecto de Ciudad Universitaria quedó cancelado, la propiedad continuó siendo de la Universidad y el 10 de agosto de 1973 a través de la Resolución del Rectorado de la Universidad Nacional de Tucumán se crea el Parque Biológico - Reserva Natural Sierra de San Javier 
El Parque que según esta resolución estará dirigido por un director; cumplirá funciones: de docencia, investigación, protección, difusión, recreación y turismo social.

## El Bosque de la Memoria
En el año 1996 la Asamblea Permanente de los Derechos Humanos en colaboración con las Madres de Plaza de Mayo crearon una reforestación en el Parque de San Javier de Tucumán que denominaron "EL Bosque de la Memoria", ideado como un lugar de homenaje a las personas secuestradas y desaparecidas durante la dictadura militar. En él se utilizaron especies de árboles autóctonas como, alisos, lapachos, tarcos.
Uno de los primeros fue plantado por el poeta Juan González en homenaje a su hijo desaparecido Hernán González. La cesión fue autorizada por el director del Parque Ing. Ramón Benito Zuccardi.